# تپه جین تپه سی
تپه جین تپه سی مربوط به هزاره اول قبل از میلاد است و در شهرستان نمین، بخش آبی آبیگلو، روستای محمودآباد واقع شده و این اثر در تاریخ ۱۰ دی ۱۳۸۱ با شمارهٔ ثبت ۶۶۹۶ به‌عنوان یکی از آثار ملی ایران به ثبت رسیده است.